# Вибори

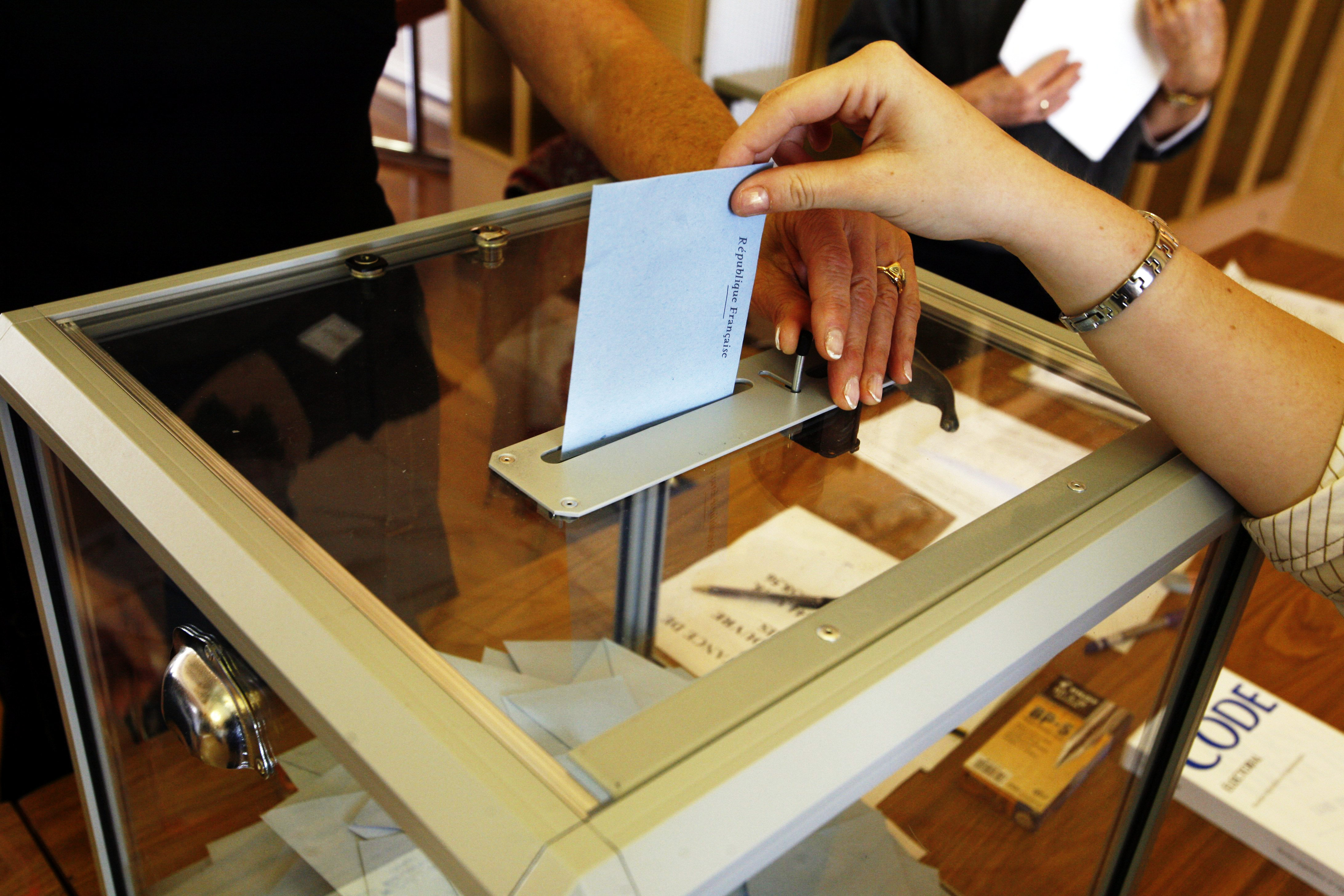
Вкидання виборчого бюлетеня

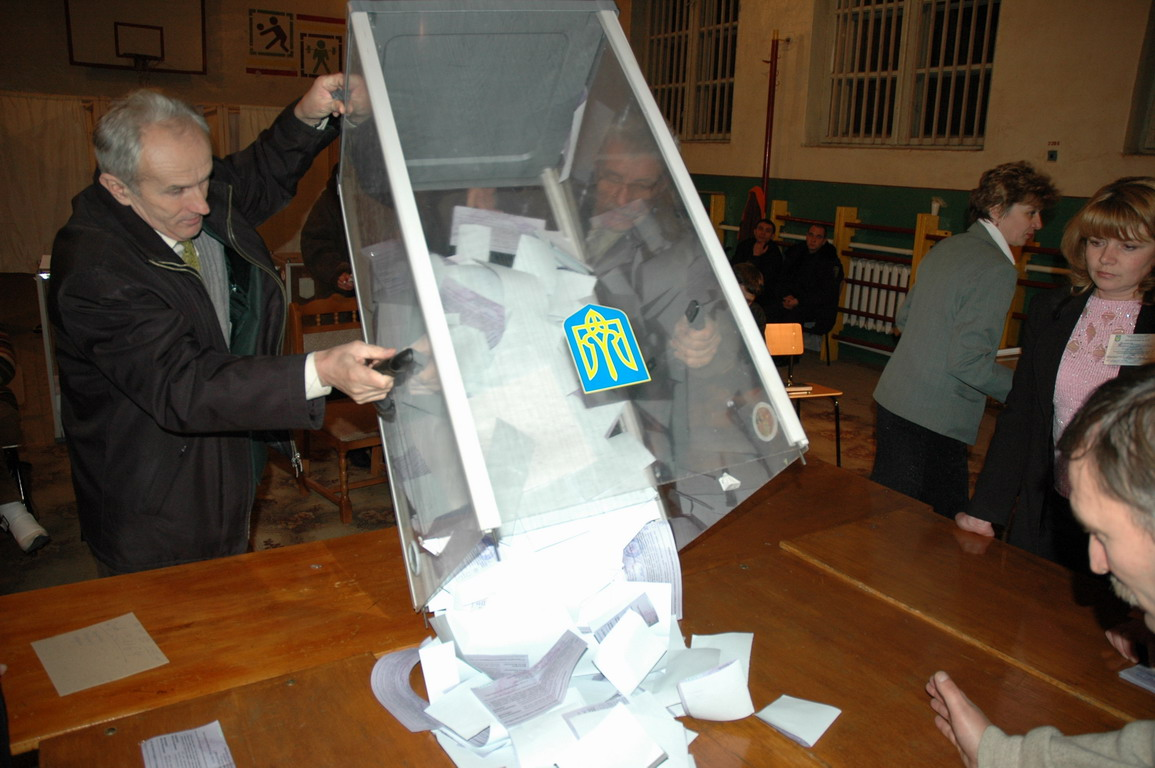
Викидання виборчих бюлетенів

Ви́бори — передбачена конституціями та законами переважної більшості держав форма прямого народовладдя, яка полягає в тому, що шляхом голосування формуються представницькі органи державної влади та місцевого управління (самоврядування).

## Історичні аспекти
В історії відомі різні шляхи здійснення безпосередньої демократії. Найдавніший — Народні збори, де кожен міг висловлювати свою думку. Це було ще в часи первіснообщинного ладу, де на загальних зборах роду обиралися старійшини, пізніше — і воєначальники. Для прийняття рішень під час народних зборів різні народи використовували різні способи голосування. У стародавніх Греції та Римі громадяни голосували піднятими руками або кидали у величезний глек чорні і білі боби. У Великому Новгороді голосували криком. Звідси походить саме поняття «голосувати» — подавати голос, кричати. Перемагав на виборах той кандидат, за якого голосніше кричали. На Запорізькій Січі, голосуючи, козаки кидали шапки на купи — «за» і «проти». З часом процедура виборів ускладнилась. У сучасній Україні вибори досить швидко утвердилися як одна з найбільш дієвих форм безпосередньої демократії. Саме завдяки проведенню виборів Українському народові вдалося сформувати різні представницькі органи публічної влади та у конструктивний спосіб подолати низку внутрішніх соціально-економічних та політичних криз.

## Основні законодавчі параметри
Громадяни держави, що мають право брати участь у виборах, є виборцями. Коло виборців, що збирається голосувати чи голосує за певну політичну партію на парламентських, президентських чи місцевих виборах, називається електоратом (лат. elector — виборець).
Громадяни беруть участь у виборах на основі виборчого права. Виборче право — це система нормативно-правових актів, що встановлюють та регулюють права виборців у формуванні виборних органів державної влади та місцевого управління (самоврядування).
Завдяки виборам, що є формою безпосереднього народовладдя, одержують
можливість функціонувати на законних підставах органи представницької
демократії.
Наприкінці XVIII
ст. було розроблено класичну теорію виборів, основні ідеї якої зводяться до
визнання того, що суверенітет невід'ємно належить нації, у ряді країн народу, який є джерелом
будь-якої влади. Народ доручає здійснення влади своїм представникам
(депутатам), яких визначає шляхом проведення демократичних виборів.
З часом утвердились певні вимоги і правила, виконання яких
покликано забезпечити об'єктивне виявлення волі виборців, утруднити чи
зробити неможливою фальсифікацію результатів виборів. Найважливіші з них
закріплено у конституціях демократичних держав. Сукупність таких
конституційних норм утворює конституційний інститут виборів до органів
державної влади та органів місцевого самоврядування. Норми цього інституту
можна поділити на декілька груп:
- норми, які закріплюють основні вимоги і правила, пов'язані з самою процедурою проведення виборів;
- норми, що визначають коло осіб, які наділяються активним виборчим правом, тобто правом обирати представників до органів держави та органів місцевого самоврядування;
- норми, що визначають коло осіб, які наділяються пасивним виборчим правом, тобто правом бути обраними до органів державної влади, органів місцевого самоврядування чи на виборну посаду.

## Різновиди
Приклади систем виборів:
- мажоритарна система відносної більшості (наприклад, США, Велика Британія, Канада, Індія);
- мажоритарна система абсолютної більшості (наприклад, Франція), іноді у формі альтернативного голосування (наприклад, Австралія);
- пропорційна система (наприклад, Ізраїль, більшість країн Західної Європи, деякі країни Південної Америки);
- система з додатковим членством (наприклад, Німеччина);
- обмежене голосування (наприклад, Японія).

## Виборчі права громадян

### Активне виборче право
Зараз майже в усіх державах світу утвердилася традиція, згідно з якою право голосувати на виборах мають усі громадяни даної держави, що досягли 18 років, за деякими нечисленними винятками. До цих винятків (тобто тих, хто позбавляється права голосу), як правило, зараховують громадян, визнаних судом недієздатними (див. Дієздатність) унаслідок психічних розладів. Іноді позбавлення виборчих прав може зумовлюватися скоєнням злочину; зокрема, часто закон передбачає, що не беруть участі в голосуванні ув'язнені громадяни. Коли йдеться про місцеві органи влади, то зрозуміло, що їх вибирають лише мешканці даної місцевості; але натомість іноді буває, що в цьому випадку не вимагається громадянство, тобто люди, що мешкають у державі, громадянами якої вони не є, можуть голосувати на виборах місцевих органів влади тієї держави, в якій вони живуть. Разом з тим, такі громадяни не можуть обирати місцеві органи влади своєї держави; але їм надається право обирати її загальнодержавні органи влади, і таке голосування організується при відповідних посольствах або консульствах.
У минулому право обирати суттєво обмежувалося багатьма чинниками. Традиційно політика вважалася суто чоловічою справою, так що жінки довгий час не мали виборчих прав. У суспільствах, де існувало узаконене рабство або кріпацтво, але проводилися вибори, раби чи кріпаки зазвичай не мали права голосу. Були й інші обмеження, які прямо чи опосередковано встановлювали домінування вищих верств населення щодо впливу на результати виборів. Усі факти, про які згадується в цьому абзаці, піддавалися критиці з боку демократично налаштованих громадських діячів і рано чи пізно скасовувалися, так що до середини 20-го століття перестали бути характерними.
Проте ще й зараз від окремих представників української інтелігенції можна почути думку про доцільність встановлення цензу освіченості для допуску до голосування. Прихильники такої думки нарікають на недостатньо свідомий вибір більшості громадян, яких політики легко вводять в оману. Головним аргументом проти такої думки є думка про складність вироблення справді надійної та вільної від корупції процедури оцінки рівня освіченості. Слід зазначити, що такий ценз суперечив би стандартам Ради Європи та іншим широко визнаним міжнародним стандартам, так само, як і цензи, про які йшлось у попередньому абзаці.
Слід також зазначити, що в минулому вік, якого треба досягти для отримання активного виборчого права, часто був більшим за 18 років. Наприклад, нерідко це був вік 21 рік.

### Пасивне виборче право
Як правило, множина громадян, які мають право бути обраними до певного органу влади, є частиною множини тих, хто може голосувати на виборах цього органу влади. Тобто, як правило, для пасивного виборчого права зберігаються обмеження, притаманні активному виборчому праву, але накладаються ще додаткові обмеження. При цьому обсяг і характер обмежень може дуже суттєво залежати від того, до якого саме органу влади (чи на яку саме посаду) обирається громадянин.
Так, наприклад, мінімальний вік для пасивного виборчого права часто буває більшим за 18 років. Він залишається на рівні 18 років здебільшого для місцевих органів влади (в деяких державах — також і для парламенту). Натомість від кандидатів на посаду президента часто вимагається набагато більший мінімальний вік, наприклад, 35 років. Для кандидатів у депутати національного парламенту мінімальний вік зазвичай розташовують у межах між 18 та 30 роками. За двопалатного парламенту часто для верхньої палати встановлюється вищий мінімальний вік, ніж для нижньої. Зрідка буває, що для якоїсь посади встановлюється не тільки мінімальний, а й максимальний вік (наприклад, кандидат має бути не старшим за 70 років).
Нерідко від кандидатів вимагається відсутність судимості за злочини або за якусь категорію злочинів (наприклад, за навмисні злочини). Часто застосовується ценз осідлості: вимога проживати в даній державі протягом певної кількості років тощо. Досить характерною є також вимога володіти державною мовою.
У державах, де населення обирає суддів чи прокурорів, закон може містити професійні вимоги до кандидатів на ці посади, як, наприклад, вища юридична освіта, певний стаж роботи за фахом тощо.
У минулому на пасивне виборче право накладалися приблизно такі ж дискримінаційні обмеження, як і на активне (див. підрозділ «Активне виборче право»).
Звернемо також увагу на таку особливість природи пасивного виборчого права: для його реалізації недостатньо бажання суб'єкта; якщо хтось мав право бути обраним на якусь посаду, а його не обрали, то це ще не означає, що порушено його пасивне виборче право. Для реалізації пасивного виборчого права потрібно мати певний рівень підтримки виборців. Цей рівень підримки може виявлятися не тільки під час голосування, а й на етапі висування кандидатур, так що той факт, що вищезгаданій особі не вдалося навіть стати кандидатом на дану посаду, теж не свідчить про порушення його пасивного виборчого права.
Непрості процедури для висування кандидатури можуть встановлюватися законом з метою уникнення надмірної кількості імен у виборчому бюлетені. Для висування кандидатури може вимагатися певна кількість підписів потенційних виборців або рішення деяких зборів. Часто (а при пропорційній виборчій системі обов'язково) накладається умова, щоб кандидата було висунуто органом деякої політичної партії. Дехто вважає, що несправедливо замість з'ясування волі виборців з'ясовувати волю партій, але справа в тому, що існуючі партії мають віддзеркалювати існуючі в суспільстві ідеології; якщо нема партії, яка висуває певну особу кандидатом, то цій особі можна запропонувати створити нову партію, а якщо їй це не вдається, то отже суспільна підтримка особи все-таки недостатня.
У США є певна формальна нерівноправність політичних партій: традиційні дві партії — Демократична та Республіканська допускаються до участі у виборах автоматично, а решта партій мають окремо реєструватися для участі в кожній виборчій кампанії. Це дає привід для критики американського виборчого законодавства, але, з іншого боку, існує думка, що ця нерівноправність щодо пасивного виборчого права має лише формальний характер, адже ідеологія кожної зі згаданих двох партій справді має широку підтримку в американському суспільстві, так що вимагати від них підтверджувати своє право називатися партіями було б навіть зайвою бюрократією.
Ще одна поширена вимога для реєстрації кандидата — сплата застави, яка повертається після підбиття підсумків виборів, якщо за кандидата проголосувала частина виборців, не менша, ніж певна частина, визначена законом для цієї мети. Захищаючи таку норму, можна зауважити, що при достатній підтримці виборців знайдуться виборці, які зуміють зібрати потрібну суму для застави. Проте виникає елемент нерівноправності: достатньо багата людина має можливість сплатити заставу, незалежно від рівня підтримки виборців; багато хто вважає це серйозним аргументом проти такої норми. Але інші звертають увагу на те, що сам факт реєстрації кандидатом неважливий, важливий результат виборів, і якщо хтось хоче профінансувати експеримент щодо свого кандидування, то можна надати йому таку можливість.
Роль матеріального стану кандидата виявляється також і в тому, що успішна агітаційна кампанія часто неможлива без серйозного фінансування. Дехто вбачає в цьому несправедливість будь-якої виборчої системи. Часто виборче законодавство передбачає норми, які дещо пом'якшують цей ефект: обмеження коштів, що витрачаються на агітацію; запровадження певних квот безкоштовної агітації тощо. Але повністю урівняти агітаційні можливості бідних і багатих кандидатів практично неможливо, хіба що повністю заборонити їм витрачати на агітацію власні кошти, але це було б дуже важко проконтролювати. Втім, існує думка, що ця особливість виборів є природною та корисною, оскільки людина, яка сама зуміла розбагатіти, мабуть, має добрі організаторські здібності, так що підходить на керівні посади.

### Право не голосувати
У більшості держав ті, хто має право голосу, мають також цілковите право і не скористатися цим голосом, тобто не проголосувати на виборах. Але натомість деякі держави (наприклад, Австралія та окремі держави континентальної Європи) розглядають участь у голосуванні не тільки як право, а і як обов'язок виборця. За неучасть у виборах на громадян цих держав накладають штрафи чи інші санкції.

### Таємність голосування
Зараз у світовій практиці є загальновизнаним, що голосування під час виборів має бути таємним. Це унеможливлює тиск на виборців з боку різних осіб, від яких виборець почувається залежним. Таємність, як правило, забезпечується вимогою заповнювати виборчі бюлетені у спеціальних кабінках, у яких не може знаходитися більше однієї людини одночасно (крім випадків, коли виборець не може заповнити бюлетень самостійно у зв'язку зі станом здоров'я).
Слід зазначити, що таємниця голосування має означати не тільки право, а й обов'язок виборця не показувати іншим особам, як він проголосував. Інакше особа, яка має можливість тиснути на виборця, могла б попросити його показати бюлетень після заповнення, а це означало б той самий недолік, що й при відсутності таємниці. Вимога таємності голосування досить важка для цілковитої буквальної реалізації: доволі важко проконтролювати, щоб ніхто не розкрив свій бюлетень перед тим, як опустити його у виборчу скриньку, а в разі суттєвих черг на виборчій дільниці важко також проконтролювати, щоб виборці заповнювали бюлетені лише в кабінках. Проте порушення таємниці голосування призводить до істотного спотворення волі виборців лише тоді, коли деякі впливові посадові особи ставлять за мету порушити таємницю для отримання певного результату виборів.
В Україні умисне порушення таємниці голосування під час проведення виборів, що виявилось у розголошенні змісту волевиявлення громадянина, є злочином і передбачає кримінальну відповідальність, згідно зі ст. 159 Кримінального кодексу України.

## Опис основних систем виборів

### Відмінність між пропорційною та мажоритарною системами
Поділ систем за цією ознакою не має змісту, якщо йдеться про вибори одиничної посадової особи (президента, мера тощо). Так що тут ідеться про вибори великих колективних органів влади (парламенту або однієї з його палат, місцевих рад тощо).
При пропорційній системі виборці голосують за партії, блоки партій чи по-іншому названі політичні сили. Від результатів голосування залежить те, скільки своїх представників матиме кожна політична сила в органі влади, що обирається: чим більше виборців проголосувало за політичну силу, тим більше представників цієї сили має бути в цьому органі.
При мажоритарній системі територія, на якій проживають виборці, поділяється на виборчі округи. Як правило, в кожному окрузі мають вибрати одного члена даного органу влади (в цьому випадку округи називаються одномандатними); хоча зрідка практикуються і багатомандатні округи при збереженні принципів мажоритарної системи. Виборці голосують за конкретних кандидатів, які балотуються в даному окрузі (як правило, заборонено кандидувати в кількох округах одночасно). Чим більшу підтримку виборців в окрузі отримає кандидат, тим більше в нього шансів стати членом даного органу влади. Орган влади, таким чином, складається з представників різних округів.
Іноді частина органу влади обирається за пропорційною системою, а частина — за мажоритарною. Тоді загалом таку виборчу систему називають мішаною або змішаною.
Існує багато аргументів за та проти кожної з описаних двох систем. Прихильники пропорційної системи зазначають, що при її застосуванні структура органу влади більш точно відображає структуру суспільних настроїв; натомість при мажоритарній системі можливі навіть випадки, коли з двох партій більше місць у парламенті отримає та, за представників якої проголосувало менше виборців. Крім того, за мажоритарної системи політична позиція деяких кандидатів може бути занадто розпливчастою, так що виборець може не знати, до якої політичної сили примкне цей кандидат після виборів. До того ж пропорційна система сприяє розвитку політичної структуризації суспільства, тобто формуванню впливових партій з чітким місцем у політичному спектрі; часто кажуть, що це корисно для держав, які мають невеликий досвід демократії. Однак прихильники мажоритарної системи вказують на те, що вона сприяє тіснішому зв'язку політиків з виборцями: виборець знає, кого саме він обирає, а представник знає, де живуть його виборці; натомість при пропорційній системі формування персонального складу органу влади стає здебільшого внутрішньопартійною справою і з великою ймовірністю може регулюватися за допомогою хабарів чи інших корупційних схем. Так що обидві концепції дають підстави говорити про можливість відхилення політиків від позиції, якої очікують виборці, і нема переконливих доказів щодо того, яка система більше цьому сприяє. Ще прихильники мажоритарної системи вбачають у пропорційній системі дискримінацію безпартійних громадян, хоча треба сказати, що зазвичай представляти партії в органі влади можуть і позапартійні.
Слід зазначити, що для держав з давніми демократичними традиціями (зокрема, англо-саксонських) характерніша мажоритарна система. Це легко пояснити тим, що на ранніх етапах формування демократичних інститутів ще не утвердилося поняття «політична партія».
Для виборів місцевих органів влади мажоритарна система застосовується частіше, ніж для виборів парламенту. До того ж, чим на меншу територію поширюється дія органу влади, тим більш імовірно, що він обирається за мажоритарною системою.

### Варіанти пропорційної системи
Іноді підсумки пропорційних виборів підбиваються в межах усієї території, на якій проживають виборці (тоді кажуть про єдиний виборчий округ). Іноді натомість ця територія поділяється на округи, від кожного з яких має бути обрано певну кількість представників, і саме в межах цієї кількості йде розподіл місць політичних сил, залежно від результатів виборів саме в цьому окрузі; у певному сенсі таку систему можна трактувати як пропорційну з елементами мажоритарності: недоліки та переваги мажоритарної системи при цьому з'являються тим більшою мірою, чим менше мандатів у кожному окрузі, а якби всі ці округи виявились одномандатними, то система виродилася б у мажоритарну. Часто пропорційну систему з окремими округами оснащують правилами, в яких ідеться про голоси, набрані політичною силою в цілому. Усе, про що йтиметься далі в цьому підрозділі, будемо розглядати на прикладі системи з єдиним округом.
Як правило, при пропорційній системі кожен виборець має можливість проголосувати лише за одну вибрану ним політичну силу з тих, що беруть участь у виборах. Кількість місць в органі влади розподіляється між тими політичними силами, які пройшли до нього, приблизно пропорційно до кількості отриманих голосів (звідки й назва системи). Оскільки при цілковитій пропорційності, як правило, доведеться мати справу з дробовою кількістю представників, то зрозуміло, що застосовується певне округлення; існують різні системи щодо правил цього округлення.
Але набагато суттєвішим є питання про те, як визначається, які саме політичні сили пройшли до органу влади. Можна застосовувати описані в попередньому абзаці правила до всіх учасників виборів, і тоді автоматично не проходять лише ті, в кого після округлення вийшов такий результат: 0 представників. Але такий спосіб застосовується рідко. Натомість, як правило, законом встановлюється так званий прохідний бар'єр: мінімальна кількість відсотків голосів виборців, яку має набрати політична сила, щоб пройти. Типовий прохідний бар'єр — від 3 до 7 відсотків від числа виборців, що взяли участь у голосуванні, хоча в деяких державах він може бути більшим або меншим. Натомість прикладом органу, при виборах якого прохідний бар'єр фактично відсутній, є нижня палата парламенту Нідерландів; точніше кажучи, там цей бар'єр становить 1/150 від поданих голосів, при тому що ця палата складається якраз зі 150 депутатів, так що таку систему можна сприймати як відсутність прохідного бар'єру з округленням у менший бік (до нуля) для тих, хто мав би менше одного місця за результатами точного підрахунку. Противники прохідного бар'єру звертають увагу на те, що він спотворює настрої виборців, призводячи до іншого співвідношення сил у парламенті, ніж наявне в суспільстві; вони вважають наявність цього бар'єру в законодавстві результатом змови крупних і впливових партій проти дрібних, яким важко подолати цей бар'єр. Натомість прихильники прохідного бар'єру кажуть, що він спрощує структуру парламенту, що дуже зменшує ймовірність кризових явищ під час формування та функціонування правлячої коаліції; у закликах скасувати прохідний бар'єр вони вбачають егоїзм дрібних партій.
Буває, що виборцю надається можливість проголосувати проти всіх політичних сил, а буває, що така опція відсутня. Однак, як правило, кількість тих, що проголосували проти всіх, не впливає принциповим чином на підбиття підсумків.
Можна також класифікувати типи пропорційної системи за ступенем прозорості та рухомості списків кандидатів від кожної політичної сили. Іноді ці списки складаються політичними силами задовго до дня виборів і публікуються в офіційній пресі. Оскільки невідомо, скільки саме місць отримає політична сила, такий список має бути впорядкованим, щоб було зрозуміло, хто саме з цього списку стане членом органу влади: перші n осіб, де n — кількість місць, які виборола дана сила. Але буває, що на порядок кандидатів, що використовується при остаточному підбитті підсумків, впливає не тільки початковий їх порядок, а й голосування виборців, яким надається можливість голосувати не тільки за політичні сили, а й за конкретних політиків.

### Варіанти мажоритарної системи, а також виборів одиничної посадової особи
Скрізь у цьому підрозділі, поки не буде зазначено протилежне, вважатимемо, що йдеться про одномандатний округ (або про вибори одиничної посадової особи, що по суті те саме з точки зору виборчого законодавства).
Зазвичай кожному виборцю надається можливість проголосувати лише за одного вибраного ним кандидата. Законодавство може передбачати також опцію «проти всіх», але може й не передбачати. Насамперед розглядуваний тип виборчої системи поділяють на систему відносної більшості та систему абсолютної більшості.
При системі відносної більшості перемагає той з кандидатів, хто отримав найбільшу кількість голосів «за». Така система найпростіша для застосування. Вона вимагає додаткових процедур лише в рідкісному випадку, коли кілька кандидатів отримали однакову і разом з тим найбільшу кількість голосів; тоді закон може передбачати другий тур виборів, у якому змагаються ті, що отримали цю найбільшу кількість голосів; якщо й після цього кількість голосів залишається однаковою, то може передбачатись або повторна виборча кампанія, або якісь подальші правила чи процедури, аж до простого жеребкування. У разі можливості голосувати проти всіх закон може також передбачати, що якщо кількість таких голосів перевищує якусь певну межу, то ніхто не вважається обраним (наприклад, якщо проти всіх більше, ніж за кожного кандидата зокрема); тоді зазвичай потрібна повторна виборча кампанія; проте часто закон не передбачає норми такого характеру, навіть за наявності опції «проти всіх».
Окремо слід розглянути випадок, коли в окрузі балотується лише один кандидат. Тоді відсутність можливості проголосувати проти нього стає дуже недоречною. А за наявності такої можливості цілком природно вважати кандидата обраним лише у випадку, коли за нього проголосувало більше виборців, ніж проти нього. Тому інколи закон спеціально обумовлює ці нюанси для випадку наявності лише одного кандидата при тому, що для наявності кількох кандидатів таких правил може не бути.
Система відносної більшості має той недолік, що може виявитись обраним політик, неприйнятний для абсолютної більшості громадян, завдяки тому, що він набрав найбільшу кількість голосів, а голоси виборців, що виступають проти нього, розпорошилися між різними кандидатами. Для подолання цього недоліку (ціною ускладнення процедури) застосовується система абсолютної більшості. При цій системі обраним вважається лише той, хто набрав абсолютну більшість голосів «за», тобто більше половини від числа виборців, що голосували. Що ж робиться, якщо такого кандидата нема? Відповідь на це питання є основою для подальшої класифікації. І, знов-таки, доводиться вибирати між простотою системи та ретельністю врахування думки виборців.
Найчастіше при відсутності переможця застосовують другий тур, у якому змагаються двоє кандидатів, які набрали найбільше голосів. За наявності опції «проти всіх» цілком можливо, що й у другому турі жоден з кандидатів не набере абсолютної більшості. Проте іноді заради спрощення закон передбачає, що у другому турі досить набрати відносну більшість (тобто більше голосів, ніж єдиний суперник). Натомість іноді у другому турі теж вимагається абсолютна більшість, а якщо жоден кандидат її знов не отримує, то зазвичай передбачається повторна виборча кампанія. Можна було б запропонувати натомість проведення третього та наступних турів, у яких по черзі для різних кандидатів (черговість визначається набраною кількістю голосів) перевіряти, чи отримає абсолютну більшість даний кандидат, коли він балотуватиметься один (тобто чи отримає він більше голосів «за», ніж «проти»); проте це дуже ускладнило б процедуру. Слід також зазначити, що в законодавстві України другий тур офіційно іменується повторним голосуванням.
Своєрідний складний варіант системи абсолютної більшості застосовується в Австралії. Там під час парламентських виборів виборцю пропонується не обрати одного з кандидатів, а занумерувати всіх (чи деяку частину) кандидадів у порядку спадання довіри виборця до кандидата (тобто найкращого, на його думку, кандидата виборець ставить на 1-ше місце, дещо гіршого — на 2-ге і т. д.). Під час підрахунку голосів спочатку рахується, скільки який кандидат набрав 1-х місць. Якщо в когось це число перевищує половину виборців, то він переможець. Якщо ні, то підраховується, хто скільки разів був поставлений не нижче 2-го місця (тобто на 1-ше чи 2-ге); потім аналогічно з місцями не нижче 3-го і так далі, поки не знайдеться кандидат, який на черговому етапі набирає кількість, що перевищує половину виборців. Крім того, після кожного з описаних етапів той, хто набрав найменше місць, вибуває з подальших підрахунків.
Іноді застосовуються також різні проміжні варіанти між системами відносної та абсолютної більшості. Наприклад, для перемоги в першому турі може вимагатися набрати не абсолютну більшість, а якусь іншу частину голосів (скажімо, 45 %); може йти мова також про величину відриву від найближчого суперника і таке інше.
Що ж до багатомандатних виборчих округів, то вони за мажоритарної системи застосовуються рідко. Можливі варіанти: виборець має вибрати одного кандидата; або виборець має вибрати рівно стільки кандидатів, скільки мандатів передбачено в окрузі; або виборець має вибрати не більше кандидатів, ніж передбачена на округ кількість мандатів; може також бути, що кандидатів згруповано у групи, причому кількість кандидатів у групі дорівнює кількості мандатів в окрузі, і виборець має вибрати одну з цих груп. За таких округів найхарактернішою є система відносної більшості.

### Поріг явки виборців
За будь-якої системи виборів постає питання, скільки виборців мають взяти участь у голосуванні, щоб вибори вважалися дійсними. Іноді закон не встановлює такого роду правил, так що навіть у випадку, коли проголосує лише один виборець, цей голос визначить переможця. Прихильники такої системи кажуть, що виборцям, які не прийшли голосувати, байдуже, хто буде при владі, так що треба врахувати бажання саме тих, хто проголосував.
Однак противники такої думки вважають, що при низькій активності виборців не можна вважати обрану владу такою, що відображає волю народу. Тому інколи встановлюється, яка мінімальна частина виборців має взяти участь у виборах, щоб вони вважалися дійсними (поріг явки); інакше передбачається нова виборча кампанія. Часто цим порогом явки оголошується 50 % від числа виборців, що мають право голосу. Слід зазначити, що за наявності такого порогу за певних умов може виходити, що для противників якогось кандидата вигідніше зовсім не прийти на вибори, ніж проголосувати проти цього кандидата. Щоб не було цієї особливості, можна запропонувати замість порогу явки накласти обмеження на умови для перемоги: переможець має набрати певну частину голосів від усіх виборців, що мають право голосу, а не тільки від тих, що проголосували; проте така система застосовується рідко.

## Випадки навмисного спотворення волі виборців
Дуже часто перебіг виборчої кампанії супроводжується навмисними спробами деяких політичних сил сфальсифікувати результати виборів, тобто незаконними методами домогтись іншого (вигіднішого для себе) підсумку виборів, ніж він мав би вийти виходячи зі справжньої волі виборців. Методи фальсифікації бувають дуже різноманітними: непомітне підкидання чи приховування бюлетенів; непомітне виправлення заповнених бюлетенів; різні прийоми, що дозволяють виборцю проголосувати кілька разів (наприклад, на різних виборчих дільницях); сприяння відмові зареєструвати деякого кандидат з надуманих причин; порушення таємниці голосування; агітація незаконними методами або в період, коли агітацію заборонено (як правило, закон не дозволяє агітувати в день голосування, а часто також і напередодні); розповсюдження неправдивої негативної інформації про суперників тощо. Закон, як правило, передбачає багато механізмів задля запобігання фальсифікаціям, зокрема, присутність на виборах спостерігачів від різних політичних сил, але все одно часто не вдається уникнути суттєвих порушень.
Навмисні суттєві порушення під час виборів особливо характерні для держав з недостатньо усталеними демократичними традиціями, тобто таких, які стали на демократичний шлях розвитку порівняно недавно. Слід зазначити, що в таких державах взаємні звинувачення політичних сил у фальсифікаціях є поширеним прийомом політичної гри; тому таких звинувачень лунає ще більше, ніж відбувається реальних фальсифікацій. Часто фальсифікацією займаються представники державної влади, використовуючи свої владні повноваження (так званий адмінресурс). Часто справи про фальсифікації розглядаються в судах; при цьому в державах з недостатньо усталеними демократичними традиціями можливий серйозний тиск на суддів, особливо з боку державних або бізнесових структур, так що рішення суду не завжди буває справедливим; крім того, майстерна, потужно організована фальсифікація може залишитися недоведеною навіть у добросовісному суді.
У новітній Україні фальсифікації виборів були важливою політичною реальністю. Адже саме це стало причиною Помаранчевої революції 2004 року. Після Помаранчевої революції фальсифікацій значно поменшало, хоча й досі після кожних виборів знаходяться політичні сили, які звинувачують інші політичні сили у фальсифікаціях і подають відповідні судові позови.
Серед випадків навмисного спотворення волі виборців бувають і такі, що не порушують чинного законодавства, особливо якщо це законодавство недосконале або навмисно розраховане на користь певних сил. Як приклади можна навести деякі норми, які діяли при виборах народних депутатів СРСР під час Перебудови: окружні передвиборні збори та обрання депутатів безпосередньо від громадських організацій.
Проте особливо вирізняється в цьому плані манера проведення виборів, яка була притаманна багатьом авторитарним (особливо комуністичним) режимам у минулому і, мабуть, де-не-де практикується ще й досі: те, що іноді називають імітацією виборів. При такій системі існуюче законодавство сприяє такій ситуації, коли правлячі кола мають фактично цілковитий контроль над процесом висування кандидатів, так що опозиційних кандидатів існувати не може. Населенню залишається лише підтвердити голосуванням те, що влаштовує владу. Часто при цьому навіть діяла така традиція, що кандидатів було лише по одному в кожному окрузі, тобто вибору не було; при цьому проголосувати проти єдиного кандидата в переважної більшості виборців теж майже ніколи не виникало потреби. При такій системі нерідко відбувалися фальсифікації, спрямовані не на досягнення перемоги певного кандидата (він і так перемагав), а на збільшення показників щодо частини виборців, які взяли участь у голосуванні (для пропагандистського ефекту). Держави з такою практикою проведення виборів, як правило, виправдовують такий дивний перебіг виборів, стверджуючи, що в них народ справді масово підтримує владу і що альтернативних кандидатур нема внаслідок ретельного підбору кандидатів і великої злагоди в суспільстві.

## Вибори в Україні
В УРСР, як і в Радянському Союзі загалом, десятиліттями панувала така традиція проведення виборів, яку описано в розділі «Випадки навмисного спотворення волі виборців» під назвою «імітація виборів». Щодо типу виборчої системи, то, звісно, вона тоді була мажоритарною, оскільки не могла йти мова про вибір між партіями: легально існувала лише одна партія — КПРС. Втім, реального вибору все одно не було, оскільки в кожному окрузі виборцям пропонувалася лише одна кандидатура. Така особливість зумовлювала зручність негативної форми для правил голосування: виборець мав закреслити прізвище кандидата, якщо він голосує проти нього, і ніяк не змінювати текст бюлетеня, якщо він голосує за кандидата. З урахуванням формальної можливості наявності кількох кандидатів у бюлетені, правило виглядало так: треба викреслити або всіх кандидатів, крім одного (за якого виборець голосує), або всіх кандидатів (якщо він жодного не підтримує); зрозуміло, що такі правила були б незручними при великій кількості кандидатів.
Під час Перебудови почали відбуватися зміни як у виборчому законодавстві, так і у традиціях проведення виборів. Але цікаво, що, незважаючи на прийняття нових законів про вибори, довгий час залишався такий рудимент радянської системи, як негативне голосування. Хоча кандидатів було вже багато, але виборцям доводилося витрачати час на акуратне викреслення їх прізвищ; залишити невикресленим слід було не більше одного кандидата, інакше бюлетень вважався недійсним. Лише парламентські вибори 1998 року стали першими в новітній Україні виборами, на яких застосовувалося позитивне голосування: поставити значок навпроти того, за кого виборець голосує; ця зручна новація швидко вкорінилась і залишилася для всіх подальших виборів.
До наслідків радянських традицій можна віднести і той факт, що до 1998 року застосовувалася лише мажоритарна виборча система з одномандатними округами. Так само, до 1998 року застосовувався поріг явки виборців 50 %; деякий час не виникало проблем з досягненням цього порогу, бо більшість громадян з радістю користувалися поки що новою для них можливістю впливати на формування влади.
Характерною рисою української виборчої системи є наявність у виборця можливості проголосувати проти всіх кандидатів; це положення існувало з радянських часів і досі ніколи не скасовувалось. Голосування в Україні завжди було добровільною справою виборців, а не юридичним обов'язком, хоча в радянські часи спостерігався певний тиск щодо спонукання брати участь у виборах, який подекуди у слабшій формі зберігся і під час Перебудови; крім того, у випадках фальсифікацій тиск щодо спонукання брати участь у виборах часто застосовувався в поєднанні з незаконними вимогами проголосувати за певного кандидата.
Для виборчого законодавства новітньої України характерна мінливість: з 1989 року і дотепер не було такого, щоб дві парламентські чи президентські виборчі кампанії відбулися за точно одним і тим самим законом про вибори; наближення кожних виборів, як правило, супроводжувалося прийняттям суттєвих змін до виборчого законодавства.
У 1989 році на території України, як і в усьому Радянському Союзі, відбулися вибори народних депутатів СРСР за мажоритарною системою абсолютної більшості, причому у другому турі (в який виходили двоє найуспішніших кандидатів) для перемоги достатньо було відносної більшості і на результат не впливала кількість голосів, поданих проти обох кандидатів. Про деякі особливості цих виборів див. у статті Перебудова.
У березні 1990 року відбулися вибори власне українських органів влади: Верховної Ради УРСР і місцевих рад. Загальні риси виборчої системи були такі самі, як і на виборах 1989 року. Детальніше про ці вибори та їх результати див. у статті Перебудова.
1 грудня 1991 року вперше в Україні відбулися вибори Президента. Вікіпедія містить окремі статті про ці та всі пізніші президентські та парламентські вибори в Україні; на ці статті можна перейти через статтю Вибори в Україні.
У 1994 році в Україні відбулися вибори багатьох органів влади: спочатку Верховної Ради, потім Президента та місцевих органів влади. Закони, за якими відбувалися ці вибори, в багатьох випадках вимагали жорсткіших умов для перемоги, ніж у 1990 році. Так, для президентських і парламентських виборів залишалася система абсолютної більшості у два тури, але для перемоги у другому турі вимагалася також абсолютна більшість; якщо жоден з двох кандидатів її не здобував, то передбачалися повторні вибори (тобто виборча кампанія починалася з початку). Для місцевих виборів діяли різні правила, проміжні між системами абсолютної та відносної більшості. Для виборів 1994 року характерна особливо велика кількість місцевих органів влади, які обиралися населенням: окрім депутатів місцевих рад, прямим голосуванням населення обиралися керівники сільрад, селищ, міст, районів і областей.
Жорсткість умов для перемоги на парламентських виборах 1994 року призвела до того, що в багатьох округах довелося проводити повторні вибори. Разом з тим, населення значною мірою втомилося від виборів і під час повторних виборів явка була дуже низькою, так що повторні вибори в переважній більшості випадків знову не могли визначити переможця внаслідок недосягнення 50-відсоткового порогу явки виборців. Отже, країну було втягнуто в перманентні невдалі повторення виборів в окремих округах; на якомусь етапі Верховна Рада України спеціальною постановою відтермінувала такого роду вибори, у зв'язку з нестачею коштів на їх проведення. Потім нарешті необхідність проведення таких повторних виборів відпала, бо закінчувався термін повноважень Верховної Ради, наближалися чергові парламентські вибори 1998 року.
Описаний у попередньому абзаці досвід спонукав законодавців кардинально послабити умови для перемоги. По-перше, поріг явки виборців був скасований і більше ніколи не запроваджувався (за винятком прийнятого у 2007 році закону, що регламентує особливості позачергових парламентських виборів; згідно з ним, недосягнення 50-відсоткового порогу явки спричинює повторну виборчу кампанію, але під час неї поріг уже не застосовується). По-друге, для всіх мажоритарних виборів і виборів одиничних посадових осіб, окрім Президента, було запроваджено систему відносної більшості. Можливість повернення до системи абсолютної більшості при виборах міських голів останнім часом обговорювалася переважно противниками чинного Київського міського голови Леоніда Черновецького, які вважають, що він переміг, не маючи достатньої підтримки населення.
З 1998 року українці почали звикати до пропорційної виборчої системи: у 1998 та 2002 роках за цією системою обиралася половина Верховної Ради (інша половина — в одномандатних мажоритарних округах), а починаючи з 2006 року Верховна Рада повністю обирається за пропорційною системою. При цьому прохідний бар'єр у 1998 та 2002 роках становив 4 % від числа виборців, що взяли участь у голосуванні, а потім він був зменшений до 3 %.
Що ж до місцевих рад, то в 1998 та 2002 роках вони обиралися за мажоритарною системою, але в деяких випадках застосовувалися багатомандатні округи: наприклад, обласна рада розглядалася як зібрання представників районів і міст обласного підпорядкування; кожний район і кожне таке місто було багатомандатним округом для виборів обласної ради. Починаючи з 2006 року застосовується чисто пропорційна виборча система для всіх місцевих рад, окрім сільських і селищних, але у 2010 р. знову було запроваджено мішану систему.
Зараз в Україні обираються населенням на виборах такі органи влади та посадові особи: Президент; Верховна Рада України; міські, селищні та сільські голови; Верховна Рада Автономної Республіки Крим і всі місцеві ради — обласні, районні, міські, районні в містах, селищні, сільські.
Президент обирається за системою абсолютної більшості. Якщо ніхто не набирає абсолютної більшості від числа тих, що голосували, призначається другий тур, у який виходять двоє кандидатів, що набрали найбільше голосів. У другому турі для перемоги достатньо відносної більшості, і кількість голосів, поданих проти обох кандидатів, не грає ніякої ролі для визначення переможця. Але якщо в першому турі брали участь не більше двох кандидатів (фактично такого не буває), то другий тур не проводиться і в разі відсутності абсолютної більшості вважається, що переможця нема (виборча кампанія починається з початку). Допускається також можливість, коли у другому турі бере участь лише один кандидат: якщо інший вибув пізніше, ніж за 10 днів до повторного голосування; у цьому випадку для перемоги цей єдиний кандидат має набрати абсолютну більшість голосів від числа тих, що голосували; якщо йому це не вдається, виборча кампанія починається з початку. Так само, передбачається повторна виборча кампанія, якщо у другому турі обидва кандидати набрали однакову кількість голосів.
Верховна Рада України обирається за пропорційною системою з прохідним бар'єром у 3 % від числа тих, що взяли участь у голосуванні. За такою ж системою і з таким самим прохідним бар'єром обираються половина Верховної Ради Автономної Республіки Крим і половина від кожної з усіх інших місцевих рад, крім селищних і сільських; інша половина кожної з цих рад обирається за мажоритарною системою відносної більшості. Селищні та сільські ради обираються повністю за мажоритарною системою.
Міські, селищні та сільські голови обираються за системою відносної більшості: перемагає той, хто набрав найбільше голосів, але за умови, що за нього проголосувало більше виборців, ніж проти всіх. При цьому повторне голосування (тобто другий тур) передбачено лише для випадку однакового числа голосів, поданих за кількох найуспішніших кандидатів. Селищні та сільські ради обираються за мажоритарною системою з одномандатними округами, причому система визначення переможця в окрузі точно така ж, як і для міських, селищних і сільських голів.